# 14186 Virgiliofos
14186 Virgiliofos è un asteroide della fascia principale. Scoperto nel 1998, presenta un'orbita caratterizzata da un semiasse maggiore pari a 3,1666471 UA e da un'eccentricità di 0,0942560, inclinata di 1,78395° rispetto all'eclittica.